# Christopher A. Pissarides
Christopher A. Pissarides (tiếng Hy Lạp: Χριστόφορος Αντωνίου Πισσαρίδης, sinh ngày 20 tháng 2 năm 1948) là một nhà kinh tế học Anh-Síp. Hiện ông là chủ tịch Norman Sosnow Kinh tế học tại Trường Kinh tế London. Lĩnh vực quan tâm nghiên cứu của ông là kinh tế học lao động, tăng trưởng kinh tế và chính sách kinh tế. Đóng góp nổi bật của ông cho phát triển khoa học kinh tế là phát triển lý thuyết tìm và khớp vĩ mô đối với vấn đề thất nghiệp, hàm so khớp, Ông đoạt Giải Nobel Kinh tế năm 2010 cùng với Peter A. Diamond và Dale T. Mortensen vì "những phân tích của họ về thị trường dựa trên lý thuyết tìm kiếm".

## Trước tác tiêu biểu
- 1979. "Job Matchings with State Employment Agencies and Random Search", Economic Journal 89(356), các trang 818–33.
- "Short-Run Equilibrium Dynamics of Unemployment Vacancies, and Real Wages," American Economic Review, (1985) 75(4), các trang 676–90. Lưu trữ ngày 6 tháng 7 năm 2011 tại Wayback Machine
- 1986. "Unemployment and Vacancies in Britain." Economic Policy, 1(3), các trang 499–559.
- 1994. "Job Creation and Job Destruction in the Theory of Unemployment" (with Dale Mortensen), Review of Economic Studies 61(3), các trang 397–415.
- 2000. Equilibrium Unemployment Theory, second edition, Cambridge, MA: MIT Press. Description Lưu trữ ngày 31 tháng 10 năm 2010 tại Wayback Machine and chapter-preview links.
- "Structural Change in a Multi-Sector Model of Growth" (with L. Rachel Ngai), American Economic Review, forthcoming.